# علي صديقي
علي صديقي (بالإنجليزية: Ali Sadiki)‏ (10 ديسمبر 1987 بزيمبابوي - ) هو لاعب كرة قدم زيمبابوي في مركز الوسط. شارك مع منتخب زيمبابوي لكرة القدم. أما مع النوادي، فقد لعب مع تي بي مازيمبي ونادي بلاتينوم وGunners F.C. ‏.

## روابط خارجية
- علي صديقي على موقع قاعدة بيانات كرة القدم.إي يو (الإنجليزية)
- علي صديقي على موقع ناشيونال فوتبول تيمز (الإنجليزية)
- علي صديقي على موقع Soccerway.com (الإنجليزية)